# Перовский сельсовет (Владимирская область)
Перовский сельсовет, Перовский сельский Совет — низшая административно-территориальная единица в Вязниковском районе Владимирской области РСФСР. Существовал в 1917-1965 годах. 
Ныне территория Вязниковского и  Гороховецкого районов Владимирской области России.
Административный центр — д. Перово.

## История
Перовский сельский Совет депутатов трудящихся и его исполнительный комитет образован в 1917 году как Совет рабочих, крестьянских и красноармейских депутатов в составе Олтушевской волости Вязниковского уезда.
В 1929 году после упразднения уездно-губернского деления сельсовет перешёл в Вязниковский район Владимирского округа Ивановской промышленной области.
С образованием Владимирской области 14 августа 1944 года сельсовет вошёл в её состав. Сельский Совет работал под руководством Вязниковского райисполкома Владимирской области.
1 февраля 1963 года был образован Вязниковский сельский район, в его состав вошёл и Перовский сельский Совет.
В январе 1965 года Перовский сельский Совет ликвидирован. Его селения перешли во вновь образованный Литовский сельский Совет и Федурниковский сельский Совет.

## Состав
Аксёново, Ботулино, Завражье,  Крутово, Митино, Олтушево,  Перово, Слободищи, Тарханово .